# Bōshoku no Berserk
Bōshoku no Berserk: Ore Dake Level to Iu Gainen wo Toppa Suru (暴食のベルセルク ～俺だけレベルという概念を突破する～ Bōshoku no Beruseruku Ore dake Reberu to Iu Gainen wo Toppa suru?), también conocida como Berserk of Gluttony, es una serie de novelas ligeras japonesas escritas por Ichika Isshiki e ilustradas por fame. Isshiki comenzó a publicar la serie en el sitio web de publicación de novelas generado por el usuario Shōsetsuka ni Narō en enero de 2017 y luego se trasladó a Kakuyomu en marzo de 2022.
Una adaptación a manga ilustrada por Daisuke Takino, comenzó a publicarse en la revista de manga en línea Comic Ride de Micro Magazine en marzo de 2018. Una adaptación de la serie al anime de A.C.G.T se estrenó el 5 de octubre de 2023.

## Sipnosis
Fate Graphite, un guardián que había estado trabajando para el castillo, es acosado por algunas cargas que lo hacen traumar: se trata de los constantes ataques de hambre provocados por una habilidad extraña que obtuvo al nacer. Es considerado una habilidad inútil, que solo sirve para que tenga más hambre que saciar. Sin embargo, sin que él se diera cuenta, tiene una habilidad oculta en ella.
Un día, después de haber matado a un ladrón que se escabulló dentro del castillo, Fate finalmente notó su verdadero poder: posee una habilidad que se alimenta del alma de los sujetos que mata, absorbiendo todos sus poderes. Y así, finalmente, su constante hambre fue saciada por primera vez. Ahora, el hombre que había sido tratado como un montón de basura, ha superado el concepto de los niveles de poder, y con su terrible y terrorífica fuerza comenzará a levantar su cabeza...

## Personajes
Fate Graphite (フェイト・グラファイト Feito Gurafaito?) / Fate Barbatos (フェイト・バルバトス Feito Barubatosu?)
 Seiyū: Ryōta Ōsaka
El protagonista principal de la historia. Es el dueño de la habilidad "Gula", una de las habilidades del Pecado Mortal. También es un Caballero Sagrado y el jefe de la Familia Barbatos. Tras perder a su madre a muy temprana edad, Fate vivía con su padre, quien poseía una habilidad en la lanza. Sin embargo, cuando este fallece a causa de una enfermedad, los aldeanos lo echaron de la aldea porque lo consideraron inútil por su habilidad de gula. Después de abandonar el pueblo y llegar a la capital real, Seifort, no pudo conseguir ningún trabajo bien remunerado hasta que la familia Vlerick lo recoge y le asignan el trabajo de portero, pero tuvo que soportar los abusos de los tres hermanos Vlerick que eran Caballeros Sagrados. Roxy acoge a Fate y le da trabajo en la mansión Hart. Su habilidad Gula le permite robar las habilidades y estadísticas de una persona consumiendo su alma. Pero a cambio de esto, el usuario sufre de un hambre incontrolable y la única forma de aliviar el dolor es tener un suministro constante de almas para alimentarlo y nunca ganar ningún nivel de experiencia. Usando sus nuevas habilidades, Fate adopta el nombre de "Mukuro" y se dedica a cazar tanto a monstruos como a caballeros sagrados corruptos. Dos meses después de salvar a Roxy en Galia, Fate es adoptado por Aaron Barbatos como su hijo y adopta el nombre de Fate Barbatos.
Greed (グリード, Gurido?)
 Seiyū: Tomokazu Seki
Es una espada parlante que se convirtió en compañero de Fate.
Roxy (ロキシー Rokishī?)
 Seiyū: Hisako Tōjō
Es una Caballero Sagrada y miembro de la Familia Hart. Roxy es una persona increíblemente amable que no menosprecia a los demás. Ella es una espléndida Caballero Sagrado y por eso mucha gente de la capital confía en ella. Roxy fue quien salvó a Fate del abuso de los hermanos Vlerick y comparte una relación muy estrecha con Fate. Ella siente algo por él pero no puede confesarle sus sentimientos. Su padre había muerto durante una expedición al continente Galia, por lo que Roxy tuvo que asumir el liderato de su familia.
Miria (ミリア Miria?)
 Seiyū: Mariko Honda
Una chica que se unió al grupo de Roxy en la expedición a Galia. Es muy sobreprotectora con Roxy y siente celos hacia Fate porque es muy cercano a ella. Ella nació con la habilidad de dominio de la espada mágica, pero fue abandonada por sus padres en el orfanato. Fue comprada por un mercader de esclavos y obligada a subyugar a los monstruos que atacaban al territorio de los Caballeros Sagrados durante cinco años hasta que un día logró escapar. Deambulando por la capital sin comida y sin dinero, Miria fue rescatada por Roxy, quien la llevó a su mansión hasta que recuperara su salud.  La benevolencia y el espíritu de Roxy la atrajeron, por lo que las dos se hicieron amigas. Para poder ayudar a Roxy, se alistó en el ejército gracias a la influencia de Roxy.
Myne (マイン Main?)
 Seiyū: Misato Matsuoka
Ella es la dueña de la habilidad "Ira", una de las habilidades de Pecado Mortal. Es una chica testaruda y obstinada, amante del dinero.
Ellis (エリス Erisu?)
 Seiyū: Hitomi Sekine
Es la dueña de la habilidad "Lujuria", una de las habilidades del Pecado Mortal y la Reina de la Capital Real Seifort. Ha seguido los pasos de Fate desde que salió de la capital real hasta llegar a Galia. Con el fin de que el Reino de Seifort logre prosperar dentro de mil años, Ellis pretende sacrificar a Roxy usando al dragón celestial ya que cree que su muerte como caballero sagrado de la familia Heart tragará el "odio" que tiene la gente hacia los caballeros sagrados y hará que nazcan personas con grandes habilidades para ser los pilares del reino. Después de que Fate derrotara al dragón celestial, Ellis abandona el plan de matar a Roxy.
Rafale Vlerick (ラーファル・ブレリック Rafaru Burerikku?)
 Seiyū: Daisuke Hirakawa
Fue el hijo mayor de la familia Vlerick y un Caballero Sagrado. Era demasiado arrogante y veía a las personas como una herramienta. Incluso Rafale quería aplastar este mundo gobernado por aquellos con las habilidades adecuadas, y quería gobernar el mundo con sus hermanos, de esa manera lograría un mundo donde todos sean iguales. Le gustaba intimidar a Fate por considerarlo inútil y su nacimiento fue producto de una aventura entre su padre y una joven plebeya llamada Lina, a quien la mató su padre por su estatus social y su enfermedad. Esto hizo que Rafale odiara a su padre. Él y sus hermanos recomendaron que Roxy fuera enviada a realizar una expedición al continente Galia, aunque su intención es que Roxy muriera a igual que su padre porque tanto los hermanos Vlerick como los demás caballeros la ven como una molestia por su trato amable hacia los plebeyos.
Hado Vlerick (ハド・ブレリック Hado Burerikku?)
 Seiyū: Kenji Sugimura
Fue el hermanastro de Rafale, hermano biológico Memil y un Caballero Sagrado. A igual que sus hermanos, le gustaba intimidar a los demás (inclusive a Fate), pero sin embargo, era demasiado tímido. Hado nació en la familia Vlerick como Rafale y Memil. Se convirtió en un Caballero Sagrado que supuestamente protege el reino, pero carecía de experiencia real en combate. Como Caballero Sagrado, Hado no tenía ambiciones de volverse más fuerte y sólo quería usar su posición como caballero santo para ganar poder y estatus. Cuando Fate se entera de que Hado pretendía tomar a una niña como esclava y el envío de Roxy hacia Galia, intercepta a Hado en el bosque y lo mata.
Memil Vlerick (メミル・ブレリック Memil Burerikku?)
 Seiyū: Makoto Koichi
La hermanastra menor de Rafale, hermana biológica de Hado y una Caballero Sagrado. Ella junto con sus hermanos, atormentaban a los pobres que trabajaban para su familia, en especial a Fate. Memil nació en la familia Vlerick, una de las cinco familias nobles de Seifort. Estaba a cargo de un centro de investigación donde se guardaban monstruos que se alimentaban de humanos y al mismo tiempo, estuvo confinada en el centro y le tomaron muestras de sangre con regularidad, ya que Rafale la necesitaba. Después de la traición y muerte de su hermano Rafale, se convirtió en la hija adoptiva de Aaron Barbatos. Actualmente se desempeña como empleada doméstica de la Familia Barbatos.

## Contenido de la obra

### Novela ligera
Escrita por Ichika Isshiki, Berserk of Gluttony comenzó a publicarse en el sitio web de publicación de novelas generado por el usuario Shōsetsuka ni Narō el 24 de enero de 2017. Isshiki publicó el capítulo 218 en Shōsetsuka ni Narō en marzo de 2022 y luego la serie se transfirió a Kakuyomu. El primer volumen de la novela ligera, con ilustraciones de fame, fue publicado por Micro Magazine, bajo su sello GC Novels, el 30 de noviembre de 2017. Hasta la fecha se han publicado ocho volúmenes.
En América del Norte, Seven Seas Entertainment anunció que había licenciado las novelas en julio de 2020.

#### Lista de volúmenes
| Volúmenes de novelas ligeras publicadas | Volúmenes de novelas ligeras publicadas | Volúmenes de novelas ligeras publicadas |
| Número                                  | Fecha de lanzamiento                    | ISBN                                    |
| --------------------------------------- | --------------------------------------- | --------------------------------------- |
| 1                                       | 30 de noviembre de 2017                 | ISBN 978-4-89637-672-2                  |
| 2                                       | 28 de abril de 2018                     | ISBN 978-4-89637-745-3                  |
| 3                                       | 28 de septiembre de 2018                | ISBN 978-4-89637-818-4                  |
| 4                                       | 27 de abril de 2019                     | ISBN 978-4-89637-876-4                  |
| 5                                       | 31 de julio de 2019                     | ISBN 978-4-89637-906-8                  |
| 6                                       | 26 de diciembre de 2019                 | ISBN 978-4-89637-955-6                  |
| 7                                       | 31 de agosto de 2021                    | ISBN 978-4-86716-045-9                  |
| 8                                       | 28 de octubre de 2022                   | ISBN 978-4-86716-356-6                  |

### Manga
Una adaptación a manga ilustrada por Daisuke Takino, comenzó a publicarse en la revista de manga en línea Comic Ride de Micro Magazine el 1 de marzo de 2018. Micro Magazine lanzó el primer volumen el 28 de septiembre de 2018. Sus capítulos individuales han sido recopilados en trece volúmenes tankōbon hasta la fecha.
En América del Norte, Seven Seas Entertainment anunció que había licenciado el manga en julio de 2020.

#### Lista de volúmenes
| Volúmenes de manga publicados | Volúmenes de manga publicados | Volúmenes de manga publicados |
| Número                        | Fecha de lanzamiento          | ISBN                          |
| ----------------------------- | ----------------------------- | ----------------------------- |
| 1                             | 28 de septiembre de 2018      | ISBN 978-4-89637-822-1        |
| 2                             | 28 de febrero de 2019         | ISBN 978-4-89637-858-0        |
| 3                             | 28 de julio de 2019           | ISBN 978-4-89637-904-4        |
| 4                             | 30 de enero de 2020           | ISBN 978-4-89637-978-5        |
| 5                             | 30 de junio de 2020           | ISBN 978-4-86716-026-8        |
| 6                             | 30 de noviembre de 2020       | ISBN 978-4-86716-087-9        |
| 7                             | 29 de junio de 2021           | ISBN 978-4-86716-153-1        |
| 8                             | 25 de diciembre de 2021       | ISBN 978-4-86716-223-1        |
| 9                             | 31 de octubre de 2022         | ISBN 978-4-86716-351-1        |
| 10                            | 27 de abril de 2023           | ISBN 978-4-86716-417-4        |
| 11                            | 31 de octubre de 2023         | ISBN 978-4-86716-485-3        |
| 12                            | 31 de julio de 2024           | ISBN 978-4-86716-609-3        |
| 13                            | 27 de febrero de 2025         | ISBN 978-4-86716-715-1        |
| 14                            | 29 de septiembre de 2025      | ISBN 978-4-86716-838-7        |

### Anime
En octubre de 2022, se anunció que la serie recibiría una adaptación al anime. La serie está producida por A.C.G.T y dirigida por Tetsuya Yanagisawa, con guiones supervisados por Mariko Kunisawa y personajes diseñados por Takafumi Furusawa. Se estrenó el 5 de octubre de 2023 en Tokyo MX y otras cadenas. El tema de apertura es «Jekyll & Hyde», mientras que el tema de cierre es «Ao no Genseki» (青の原石?), ambos interpretados por EverdreaM. Crunchyroll obtuvo la licencia de la serie fuera de Asia. Muse Communication obtuvo la licencia de la serie para el sur y sudeste de Asia.